# Ischnura praematura
Ischnura praematura — вид бабок родини стрілкових (Coenagrionidae). Описаний у 2021 році.

## Етимологія
Видова назва praematura перекладається з латини як «передчасна» і вказує на цікаву репродуктивну поведінку комахи, при якій зрілі самці спаровуються з молодими самками до досягнення ними статевої зрілості.

## Поширення
Ендемік Китаю. Поширений у провінції Юньнань на півдні країни.